# Đurđina Malović
Đurđina Malović (* 5. Mai 1996 in Nikšić, Bundesrepublik Jugoslawien) ist eine montenegrinische Handballspielerin, die für die montenegrinische Nationalmannschaft aufläuft.

## Karriere

### Im Verein
Malović begann das Handballspielen im Alter von elf Jahren. Anfangs spielte sie beim ŽRK Sutjeska Nikšić und wechselte im Alter von 16 Jahren zum ŽRK Budućnost Podgorica. Nachdem die Rückraumspielerin zwischen 2013 und 2015 für den montenegrinischen Erstligisten ŽRK Danilovgrad aufgelaufen war, kehrte sie wieder zum ŽRK Budućnost Podgorica zurück. Mit ŽRK Budućnost Podgorica gewann sie drei Mal in Folge sowohl die montenegrinische Meisterschaft als auch den montenegrinischen Pokal. Im Sommer 2018 schloss sich Malović dem ungarischen Erstligisten Ferencváros Budapest an, den sie ein Jahr später in Richtung des Ligakonkurrenten MTK Budapest verließ. In der Saison 2020/21 lief sie für den polnischen Erstligisten MKS Lublin auf. Daraufhin unterschrieb sie einen Vertrag beim französischen Erstligisten Toulon Saint-Cyr Var Handball. In der Saison 2023/24 lief sie für den rumänischen Erstligisten SCM Craiova auf. Anschließend schloss sie sich dem ungarischen Erstligisten Szombathelyi KKA an.

### In Auswahlmannschaften
Malović lief anfangs für die montenegrinische Jugendnationalmannschaft auf, mit der sie an der U-17-Europameisterschaft 2013 und an der U-18-Weltmeisterschaft 2014 teilnahm. Im Jahr 2013 reiste Malović als Ersatzspielerin mit der montenegrinischen A-Nationalmannschaft nach Serbien zur Weltmeisterschaft 2013, bei der sie in drei Spielen eingesetzt wurde. Weiterhin nahm sie mit der montenegrinischen Auswahl an der Europameisterschaft 2014, an der Europameisterschaft 2016, an der Weltmeisterschaft 2017, an der Weltmeisterschaft 2021, an der Europameisterschaft 2022 sowie an der Weltmeisterschaft 2023 teil. Bei der EM 2022 gewann sie mit Montenegro die Bronzemedaille.